# Cartonplast

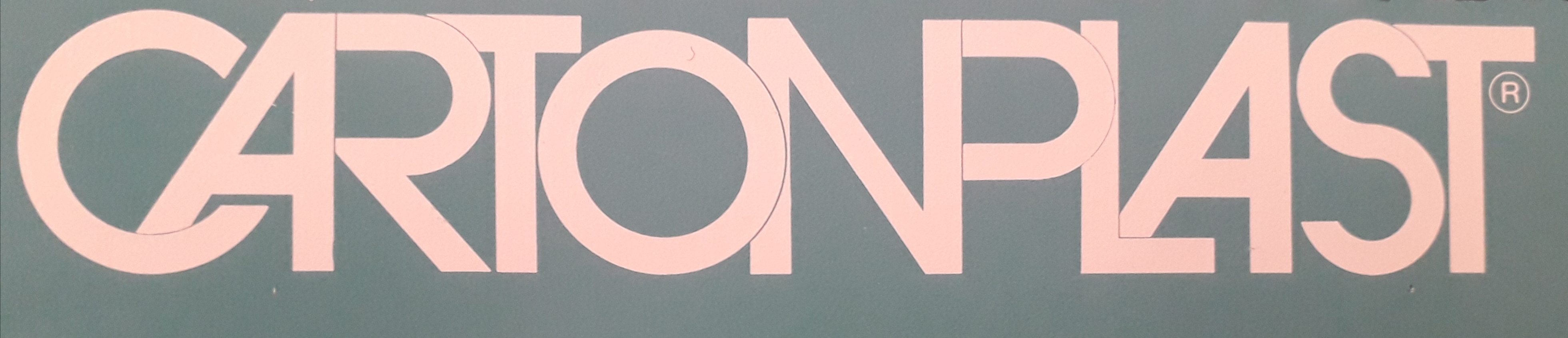

Cartonplast es un término utilizado para referirse al plástico corrugado de Polipropileno (PP), Polietileno (PE), Tereftalato de polietileno glicol (PETG), reciclable y reutilizable, obtenida por proceso de extrusión de polímeros termoplásticos. El término fue acuñado por Marco Terragni, inventor del primer proceso de extrusión de láminas del mundo.

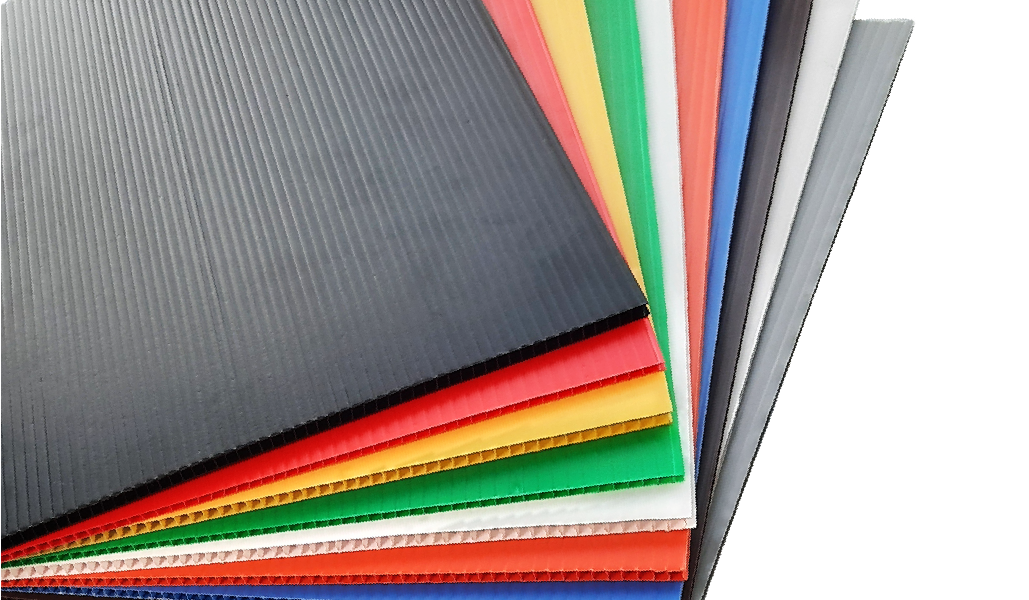
Cartonplast

Usado originalmente por Covema para referirse a las líneas especiales de extrusión, más tarde se extendió internacionalmente, se usaba comúnmente para referirse al plástico corrugado. Covema es titular de la marca desde 1974.

## Historia
Cartonplast fue desarrollado a finales de los años 60 y principios de los 70 por Marco Terragni, empresario y director general de Covema, en los laboratorios de la empresa "Investigación Industrial y Aplicaciones de Poliolefinas" (RIAP) de Zingonia, perteneciente al grupo Covema. Marco Terragni, junto con un equipo de ingenieros, había comenzado, a pedido de un cliente brasileño, a idear un nuevo proceso que permitiera obtener una lastrà alveolar de polipropileno que podría reemplazar las hojas de cartón que se utilizan típicamente para componer cajas. En esos años, Toshiba utilizaba un proceso para la producción de láminas de plástico alveolar que retomaba el tradicional de las láminas de cartón, muy consumidor de energía e ineficiente.
En su intuición, Marco Terragni patentó en 1972 el primer proceso en el mundo que permitió la producción de láminas alveolares en polímeros termoplásticos por extrusión; el mismo año Covema produjo la primera línea de Cartonplast que se instaló el mismo año en Brasil. Esta línea todavía está en uso en Brasil.
Covema durante los años 70 vendió múltiples plantas en Europa pero especialmente en América del Norte y América del Sur, extendiendo su uso a nivel internacional.
En la década de 1990 esta tecnología cobró un gran impulso gracias sobre todo a la creación por parte de Formosa Plastics Corporation, gigante internacional en la producción de plásticos encabezado por el multimillonario YC Wang, de la mayor producción mundial de láminas de Cartonplast. Las planchas de Cartonplast producidas por esta empresa también se venden con el nombre comercial Coroplast, Interpro.
Las líneas de extrusión para Cartonplast todavía son producidas por Agripak de Milán, una empresa fundada específicamente por Marco Terragni y dirigida por sus herederos.